# (2331) Parvulesco
(2331) Parvulesco es un asteroide perteneciente al cinturón de asteroides, descubierto el 12 de marzo de 1936 por Eugène Joseph Delporte desde el Real Observatorio de Bélgica, Uccle.

## Designación y nombre
Designado provisionalmente como 1936 EA. Fue nombrado Parvulesco en honor al astrónomo rumano Constantin Pîrvulescu.